# La otra final
La Otra Final (título original: The Other Final. Bhutan vs. Montserrat) es un documental dirigido por el neerlandés Johan Kramer y estrenado en 2003. En la cinta se recogen las historias que sucedieron antes, durante y después de un partido de fútbol entre las dos selecciones nacionales peor clasificadas en el ranking de la FIFA: Bután contra Montserrat.
El partido se disputó el 30 de junio de 2002 (el mismo día que la final del Mundial de Corea y Japón) en el estadio Changlimithang de Timbu, la capital butanesa. El conjunto local superó al combinado caribeño por un marcador de 4-0.

## Historia
La idea de este documental surgió a raíz de que la selección de Países Bajos, un tradicional dominador del fútbol europeo, no consiguiese clasificarse para la Copa Mundial de Fútbol de 2002. El neerlandés Matthijs de Jongh, al no poder apoyar a su país en ese evento, trató de convencer a los dos combinados con peor clasificación en el ranking FIFA de selecciones nacionales para que jugaran un torneo entre ellos. De los 203 países que entonces estaban inscritos, los dos últimos en aquel momento eran Bután (202), un país en el tramo oriental de la cordillera del Himalaya, y la isla de Montserrat, un territorio de ultramar en el Caribe. En su promoción contó con el apoyo de una productora japonesa, interesada en reflejar la capacidad del fútbol para unir culturas tan dispares.
La película se centró en las reacciones de los habitantes, el contraste cultural y la estructura futbolística de la que disponían. Bután no había ganado ningún partido oficial y tampoco contaba con una liga nacional, mientras que Montserrat disputó muy pocos encuentros por la elevada actividad volcánica de la zona. Mientras que los locales contaron como seleccionador con el neerlandés Arie Schans, los visitantes tenían al técnico antiguano William Lewis. La iniciativa fue acogida con entusiasmo en los dos países y tuvo repercusión mundial porque se programó horas antes de celebrarse la final de la Copa Mundial.
El encuentro se jugó en la capital butanesa de Timbu y asistieron 15.000 espectadores al estadio Changlimithang, entre ellas el príncipe Jigyel Ugyen Wangchuck. Bután se mostró muy superior en todo momento y Montserrat, a pesar de su defensa, acusó la baja de siete jugadores por intoxicación alimentaria. El resultado final fue de 4-0, con un triplete del delantero local Wangay Dorji. Al término del encuentro, los dos países lo celebraron con una copa dividida en dos mitades.

### Resultado final
| 30 de junio de 2002 | Bután                            | 4:0 (1:0) | Montserrat | Estadio Changlimithang, Timbu      |                                    |
|                     | Dorji 7', 67', 78' · Chhetri 76' |           |            | Árbitro(s): Stephen Graham Bennett | Árbitro(s): Stephen Graham Bennett |

## Premios
- Mejor documental en el Festival de Cine de Aviñón (2003)
- Mención especial en el Premio Documental del Festival Internacional de Cine de las Bermudas (2003)